# Franklin Virgüez
Franklin José Virgüez Dun (* 1. Oktober 1953 in Barquisimeto) ist ein venezolanischer Filmschauspieler.

## Leben
Franklin Virgüez wurde ab 1977 als Schauspieler in Telenovelas tätig. Er absolvierte ein Schauspielstudium und ein Studium der Sozialwissenschaften mit dem Abschluss 1991.
In den 2000er Jahren wurde er in den TV-Serien vermehrt als Schurke eingesetzt.

## Filmografie

### Spielfilme
- 1982: Domingo de resurrección
- 1982: Cangrejo
- 1983: Homicidio culposo
- 1983: La casa de agua
- 1984: Retén de Catia
- 1986: Asesino nocturno
- 1986: Pirañas de puerto
- 1991: Cuerpos clandestinos
- 1992: En territorio extranjero

### Fernsehen
- 1977: La zulianita
- 1977: Rafaela
- 1978: María del Mar
- 1980: Buenos días Isabel
- 1980: Emilia
- 1980: La Goajirita
- 1983: Marisela
- 1983: Días de infamia
- 1984: Leonela
- 1984: Rebeca
- 1985: Adriana
- 1986: La intrusa
- 1987: Selva María
- 1989: Pobre Negro
- 1992: Eva Marina
- 1992: Por estas calles
- 1995: Amores de fin de siglo
- 1996: Los amores de Anita Peña
- 1997: María de los Ángeles
- 1998: Aunque me cueste la vida
- 2000: Hay amores que matan
- 2001: Carissima
- 2003: Cosita rica
- 2004: Ángel rebelde
- 2005: Se solicita príncipe azul
- 2006: Mi vida eres tu
- 2006: Voltea pa' que te enamores
- 2007: Amor comprado
- 2008: Alma Indomable
- 2010: Salvador de Mujeres
- 2011: Eva Luna
- 2011: Natalia del mar